# Matt Fornataro
Matthew "Matt" Fornataro, född 26 juni 1985 i Calgary, Alberta, är en kanadensisk professionell ishockeyspelare.
2002 Startade Matt Fornataro sin karriär med Waterloo Black Hawks i juniorligan USHL i USA. Efter två säsonger växlade han över till University of New Hampshire, UNH, i NCAA. Han blev kapten i UNH under sin fjärde säsong och slutade som skytteligasegrare i laget. År 2008 blev han professionell med Phoenix Roadrunners i ECHL. Därefter undertecknade han ett kontrakt med Worcester Sharks i AHL. Den 21 februari 2012, ingick han i en affär mellan Tampa Bay Lightning och Chicago Blackhawks som en del i deras affär kring backen Brandon Segal. 
Efter att gjort en succé-säsong i VIK Västerås HK i  Hockeyallsvenskan 2012/2013  flyttade Fornataro vidare för spel med Leksands IF och spel i Svenska hockey ligan. Dock uteblir framgångarna och han återvänder till Västerås under 2013. 
Efter att ha endast gjort 2 poäng på 12 spelade matcher i Västerås i Hockeyallsvenskan 2014/2015 så fick Matt senare sparken från Västerås och därefter skrev kontrakt med seriekonkurrenten Mora IK. 